# Hauts-Plateaux (Kameroen)
Hauts-Plateaux is een departement in Kameroen, gelegen in de regio Ouest. De hoofdstad van het departement heet Baham. De totale oppervlakte bedraagt 415 km². Er wonen 117 008 mensen in Hauts-Plateaux.

## Districten
Hauts-Plateaux is onderverdeeld in vier districten:
- Baham
- Bamendjou
- Bangou
- Batié